# Vasant Panchami
A Vasant Panchami (Vaszant Pancsami), amit néha Szaraszvati-púdzsának, vagy Shree Panchami-nak is neveznek, egy hindu ünnep. Ezen a napon a hinduk Szaraszvatihoz, a tudás, a zene és a kultúra istennőjéhez imádkoznak.

## A Vasant Panchami időpontja
Minden évben az indiai naptár szerinti Magh hónapban (tavaszi évszak, január, február) ünneplik.

## Hagyományok
Hagyományosan a gyerekeknek ez alatt az ünnep alatt tanítják meg az első szavakat leírni; a brahminokat meghívják ebédre; az ősöket tisztelik (Pitr-tarpan); a szerelem istenét, Kámadévát is ünneplik; és a legtöbb oktatási intézményben imát, vagy púdzsát szerveznek Szaraszvati tiszteletére. A gyerekek papírsárkányokat eregetnek a különleges ünnep örömére.
A sárga szín is fontos szerepet játszik ezen az ünnepen. Az emberek sárga ruhát öltenek magukra. Sárga ruhában imádják Szaraszvatit és sárga édességeket fogyaszt a család.
Firozpurban „Papírsárkány Fesztiválként” is ismert. A gyerekek fonalat (Dor-t) és sárkányokat (Guddi, vagy Parang) vásárolnak nagy mennyiségben és röptetik. A világ minden részéről érkeznek emberek, hogy részt vegyenek az ünnepségen.

## Etimológia
A Vasant Panchami-nak különleges jelentése van. A Vasant tavaszt jelent, míg a Panchami azt jelenti: ötödik nap. Tehát a Vasant Panchami a tavasz ötödik napja. Egy másik mitológiai történet szerint, az Úr Ráma ezen a napon ette meg a Shabari által megkóstolt gyümölcsöket és ennek a napnak az emlékére ünneplik a Vasant Panchami-t.

## Ünnepségek Indián kívül
A Jhankar-NICA szociális-kulturális csoport égisze alatt minden évben az Egyesült Királyságban, Nottingham-ban is megünneplik az Indiai származású csoportok.
A Vasant Panchami napja Szaraszvati Anyánknak van szentelve, a tudás, a zene, a művészet, a tudomány és a technológia istennőjének. Szaraszvati istennőt a Vasant Panchami napján ünneplik. A Vasant Panchami még úgy is ismert, mint Shri Panchami és Saraswati Panchami.
Az emberek kérik Szaraszvatit, hogy világosítsa meg őket a tudással, szabadítsa meg őket a letargiától, a lustaságtól és a tudatlanságtól. Hagyományosan a gyerekeknek ez alatt ünnep alatt tanítják meg az első szavakat leírni. Ez egy rituális bevezetése a gyerekeknek a tanulásba, úgy is nevezik, hogy Akshar-Abhysam, vagy Vidya-Arambham/Praasana, amely az egyik ismert rituáléja a Vasant Panchami-nak. Az iskolákban és felsőfok tanintézetekben reggel púdzsát mutatnak be, hogy kérjék az istennő áldását.
A Purvahna Kaal, ami a délelőtt és a kora délutáni órákra esik, meghatározza a Vasant Panchami napot. Vasant Panchami-t azon a napon ünneplik, mikor a Panchami Tithi beáll a Purvahna Kaal-ban. Ezért hát a Vasant Panchami a Chaturthi Tithi-be is eshet.
Sok asztrológus úgy tekinti a Vasant Panchami-t, mint Abujha napra, ami kiválóan alkalmas minden jó munka elvégzésére. E szerint a hit szerint az egész Vasant Panchami nap alkalmas a Szaraszvati-púdzsára.
Habár nincs speciális idő kijelölve a Szaraszvati-púdzsa elvégzésére a Vasant Panchami napon, akkor végezzük a Szaraszvati-púdzsát, ha a Panchami Tithi beáll. Sok esetben a Panchami Tithi nem áll fenn a Vasant Panchami nap egészén, ezért úgy tekintjük, hogy nagyon fontos a Szaraszvati-púdzsát a Panchami Tithi idején végezni.
A DrickPanchang.com a Szaraszvati-púdzsa idejét a Purvahna Kaal alatt javasolja, mialatt a Panchami Tithi fennáll. Purvahna Kaal délelőtt és kora délután van, amikor a legtöbb ember gyakorolja a Szaraszvati-púdzsát, beleértve az iskolákat és a kollégiumokat is Indiában.